# Гарни (ущелье)
Уще́лье Гарни́ (Гарнийское ущелье; арм. Գառնի) — ущелье  в Котайкской области ( Армения), близ посёлка Гарни. Вдоль ущелья простирается Гарнийское плато.

## Описание
Одно из наиболее известных туристических мест в Армении. 
Вблизи ущелья находится знаменитый пещерный монастырь Гегард, внесённый в список объектов Всемирного культурного наследия ЮНЕСКО и античный храм Гарни.

## Геология
Долина врезана в контакт между лавами гарнийского потока и осадочными породами мела и палеогена Ераносского хребта.
Вдоль долины хорошо видны высокие 4-6 угольные (чаще шестиугольные) базальтовые колонны — столбчатая отдельность.

## Галерея
- Мост XI - XII вв. в 1903 году